# Elección de gobernador regional de Valparaíso de 2021
La elección de gobernador regional de Valparaíso de 2021 se realizó el 15 y 16 de mayo de dicho año, así como en todo Chile, para elegir a los responsables de la administración a nivel regional. En aquel contexto, la Región de Valparaíso elige a su gobernador por primera vez, cargo que reemplaza al anterior de Intendente regional, que solía ser designado.

## Sistema electoral
El gobernador regional es elegido por sufragio universal, en un sistema de segunda vuelta. El margen para resultar electo en la primera ronda de votación es un 40% de los votos válidamente emitidos. Si ninguna candidatura logra el 40% de los votos válidamente emitidos, hay una segunda vuelta entre las dos más votadas.
Dura cuatro años en el ejercicio de sus funciones y puede ser reelegido como máximo en una ocasión.

## Encuestas
| Encuesta            | Fecha    | Aravena UPA | Oyanedel PI | Georges PH | Mundaca FA | Valle UC | Millones ChV | B/N |
| ------------------- | -------- | ----------- | ----------- | ---------- | ---------- | -------- | ------------ | --- |
| Encuesta            | Fecha    |             |             |            |            |          |              | B/N |
| Valpo Anda Opinando | mar 2021 | 3,2%        | 1,1%        | 0,7%       | 43,9%      | 32,7%    | 18,3%        |     |

## Resultados
Con 100 % de los votos escrutados.
|  | 43,71 % |

|  | 23,73 % |

|  | 19,99 % |

|  | 6,39 % |

|  | 4,10 % |

|  | 2,09 % |

|  | 94,46 % |

|  | 2,26 % |

|  | 3,28 % |

|  | 100 % |

|  | 45,15 % |